# Lutraria magna
Lutraria magna är en musselart. Lutraria magna ingår i släktet Lutraria och familjen Mactridae. Inga underarter finns listade i Catalogue of Life.

## Bildgalleri

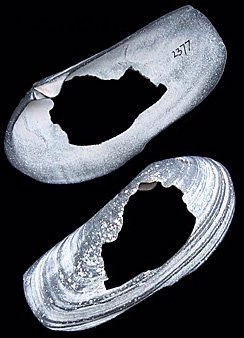
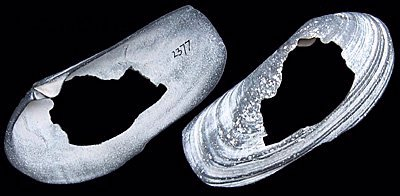
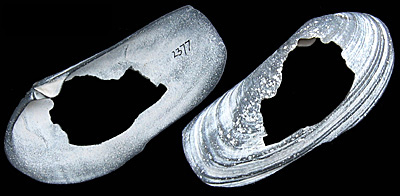